# 정인흥
정인흥(鄭寅興, 1852년 음력 6월 5일 ~ 1924년 양력 6월 7일)은 의병 재판에 참가한 구한말의 관료, 법조인으로, 조선총독부 중추원 찬의를 지냈다.

## 생애
이조판서를 지낸 정순조의 아들이다. 1878년 과거에 급제하여 관직에 나아갔다. 1894년 정부 직제 개편 이후 사법 부문 관료로 주로 근무했다. 법무아문의 참의를 거쳐 법부 민사국장, 법률기초위원장 등에 임명되었다.
1896년에는 법부협판이 되었으며, 을미사변과 단발령에 반발하는 의병이 전국 각지에서 봉기하자 중주 지방의 의병을 해산시키기 위한 선무사로 파견되었다. 1908년 판사로 임명되어 의병 재판에 참가했다.
한일 병합 조약 체결 직후 1910년부터 직제 개편이 이루어진 1921년까지 11년 동안 중추원의 찬의를 지냈다. 친일 성향의 사회 단체인 대동학회와 공자교회에서도 활동했다.

## 의병 재판
정인흥은 대한제국과 통감부 소속 판사로 활동하면서 많은 의병장들에게 사형 등 중형을 선고하여 의병 항쟁을 탄압하는 과정에 관여했다.
그가 판사로서 재판에 참여한 의병 사건은 총 25건으로, 이 중 교수형 또는 사형이 언도된 사례는 다음과 같다.
| 선고 날짜       | 의병장 이름            | 주활동 지역                  | 대한민국 국가보훈처의 서훈 내역 |
| --------------- | ---------------------- | ---------------------------- | ------------------------------- |
| 1908년 10월 3일 | 허위                   | 전국 연합 의병 (13도 창의군) | 건국훈장 대한민국장             |
| 1908년 11월 7일 | 한창렬                 | 경기도 연천                  | 건국훈장 애국장                 |
| 1909년 2월 6일  | 김구학, 이완보, 김순옥 | 강원도 통천                  | -                               |
| 1909년 4월 15일 | 오상원                 | 전라남도 함평                | 건국훈장 독립장                 |
| 1909년 4월 16일 | 노인선                 | 전라남도 곡성                | 건국훈장 국민장                 |
| 1909년 4월 16일 | 신정우                 | 전라남도 곡성                | -                               |
| 1909년 5월 20일 | 정재근                 | 강원도 인제                  | -                               |
| 1909년 6월 5일  | 김현국                 | 강원도 횡성                  | 건국훈장 애국장                 |
| 1909년 6월 5일  | 유지명                 | 전라북도 진안                | 건국훈장 국민장                 |
| 1910년 1월 27일 | 김공삼                 | 전라북도 고창                | 건국훈장 애국장                 |
| 1910년 2월 15일 | 김영준                 | 강원도 평강                  | 건국훈장 애국장                 |
| 1910년 2월 15일 | 양상기, 유병기         | 전라남도 나주                | 건국훈장 국민장                 |
| 1910년 2월 22일 | 박도경                 | 전라남도 영광                | 건국훈장 국민장                 |
| 1910년 2월 24일 | 이교영                 | 강원도 영월                  | 건국훈장 독립장                 |
| 1910년 4월 7일  | 김영백                 | 전라남도 장성                | 건국훈장 국민장                 |
| 1910년 4월 7일  | 김창섭                 | -                            | -                               |
| 1910년 4월 13일 | 양진여                 | 전라남도 광주                | 건국훈장 국민장                 |
| 1910년 4월 22일 | 이원오                 | 전라남도 광주                | 건국훈장 애국장                 |

## 사후
2002년 민족정기를 세우는 국회의원모임과 광복회가 공동 발표한 친일파 708인 명단과 2008년 민족문제연구소에서 친일인명사전에 수록하기 위해 정리한 친일인명사전 수록예정자 명단에 선정되었다. 2006년 친일반민족행위진상규명위원회에서 공식 발표한 일제강점기 초기의 친일반민족행위 106인 명단에도 포함되어 있다.

## 같이 보기
- 대동학회
- 공자교회
- 조선총독부 중추원

## 참고자료
- 친일반민족행위진상규명위원회 (2006년 12월). 〈정인흥〉 (PDF). 《2006년도 조사보고서 II - 친일반민족행위결정이유서》. 서울. 371~390쪽쪽. 발간등록번호 11-1560010-0000002-10. 2007년 10월 8일에 원본 문서 (PDF)에서 보존된 문서. 2007년 6월 24일에 확인함.